# Carnival Row
Carnival Row este un serial american de televiziune neo-noir fantasy creat de René Echevarria și Travis Beacham care a avut premiera pe 30 august 2019 pe Amazon Prime Video. În primul sezon care are opt episoade joacă actorii Orlando Bloom și Cara Delevingne. În iulie 2019, a fost anunțat că Amazon a reînnoit serialul cu un al doilea sezon. 

## Premiză
Carnival Row prezintă viața unor „creaturi mitice care au fugit din patria sfâșiată de război și s-au adunat într-un oraș din Republica Burgue, unde apar tensiuni între cetățeni și populația de imigranți în creștere”.  În centrul dramei se află ancheta asupra unui șir de crime nerezolvate, nebunia puterii, iubirea nerezolvată și ajustare socială, care macină orice pace neliniștită care mai există.

## Distribuție

### Personaje principale
- Orlando Bloom -  Rycroft Philostrate
- Cara Delevingne -  Vignette Stonemoss
- David Gyasi -  Agreus Astrayon
- Tamzin Merchant -  Imogen Spurnrose
- Andrew Gower -  Ezra Spurnrose
- Karla Crome -  Tourmaline Larou
- Arty Froushan - Jonah Breakspear
- Caroline Ford -  Sophie Longerbane
- Indira Varma -  Piety Breakspear
- Jared Harris - Absalom Breakspear
- Simon McBurney - Runyan Millworthy

### Personaje secundare
- Alice Krige - the Haruspex
- Ariyon Bakare - Darius
- Maeve Dermody - Portia Fyfe
- Jamie Harris - Sergeant Dombey
- Waj Ali - Constable Berwick
- James Beaumont - Constable Cuppins
- Tracey Wilkinson - Afissa
- Mark Lewis Jones - Magistrate Flute
- Leane Best - Madame Moira
- Theo Barklem-Biggs - Cabal
- Chloe Pirrie, - Dahlia
- Scott Reid - Quill
- Anna Rust-as Fleury
- Sinead Phelps - Jenila
- Erika Starkova - Aisling.